# Бегишево (Мордовия)
Бегишево — деревня в составе Аксёльского сельского поселения Темниковского района Республики Мордовия.

## География
Находится на реке Большой Аксел в 12 км к юго-востоку от районного центра города Темников.

## История
Упоминается с 1866 года, когда она была учтена как владельческое сельцо Темниковского уезда из 20 дворов.

## Население
| 2002 | 2010 |
| ---- | ---- |
| 25   | ↘17  |

Национальный состав (2002): русские — 60 %, мордва — 40 %